# VMware vSphere
VMware vSphere (anteriormente VMware Infraestructura 4) es una plataforma de virtualización de computación en nube de  VMware.

## Historia

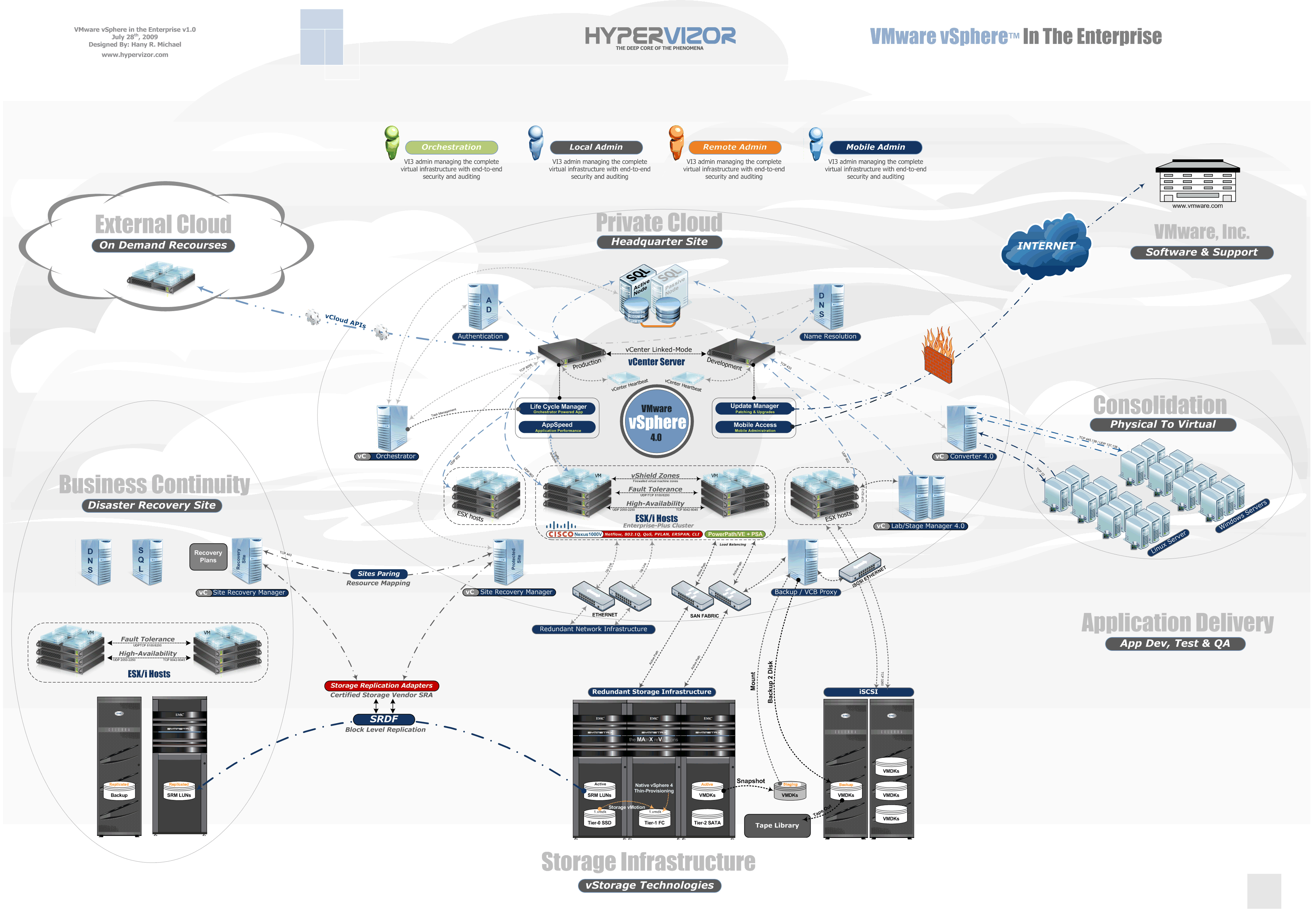
VMware vSphere, una vista holística.

Mientras desarrollaba VMware Infraestructure 3.5, VMware concibió vSphere como un suite ampliada de herramientas para la computación en nube que utiliza VMware ESX/ESXi 4.
El 2 de abril de 2019, VMware anunció vSphere 6.7 Actualización 2.

## Lista de referencia
1. ↑  «Server Virtualization with VMware vSphere | VMware India». www.vmware.com. Archivado desde el original el 8 de marzo de 2016. Consultado el 8 de marzo de 2016.
2. ↑  Release article. Retrieved from http://vsphere-land.com/news/vsphere-release-date.html.
3. ↑  «Announcing vSphere 6.7 Update 2, vSphere Platinum updates, and vSphere ROBO Enterprise». VMware vSphere Blog (en inglés estadounidense). 2 de abril de 2019. Consultado el 2 de abril de 2019.

- Datos: Q7881459